# Surprise, Surprise (Sweet Bird of Paradox)
Surprise, Surprise (Sweet Bird of Paradox) fue escrita para su novia May Pang durante su llamado "fin de semana perdido", esta canción fue una de las canciones más reveladores y apasionada de John Lennon.

## Composición
John Lennon había comenzado su relación en la época en que Mind Games se lanzó en el verano de 1973. Al año siguiente, la pareja se fue a vivir a Los Ángeles, donde Lennon vivió algunos de sus momentos más salvajes.
La relación de pareja duró un poco más de 18 meses. Si bien varias de las canciones de Walls And Bridges fueron inspirados por sentimientos que Lennon había sentido en este tiempo por Yoko Ono.
A pesar de que más tarde se rechazó la canción "Just a piece of garbage", la canción mostraba la profundidad eran sus sentimientos por Pang.
Lennon grabó una serie de demostraciones en su casa en el comienzo del verano de 1974, junto con otras canciones que más tarde aparecieron en Walls And Bridges. Las grabaciones muestran cómo la canción comenzó como una balada al estilo de 1950.
Aunque la canción llegó a ser una celebración sin vergüenza de su amor por Pang, los demos eran austeros y basados en el blues. El cambio se produjo cuando Lennon se le ocurrió la media de ocho, que se convirtió en el corazón emocional de la canción:

Me preguntaba cuánto tiempo podría seguir, y seguir
Pensé que nunca podría ser sorprendido
, pero podría ser que me mordí la lengua
Es tan difícil de tragar cuando te equivocas.
 John Lennon

Elton John pasado más de tres horas grabando sus voces, tenía problemas para adecuar las frases de Lennon. Poco después del lanzamiento del álbum, recordó la frustración, diciendo:
"Las personas salían de la sala se fueron pasando a hojas de afeitar!"
Una adición que apareció a finales de los períodos de sesiones fue el cierre abstenerse "Sweet sweet, sweet sweet love". Un eco de la canción Drive My Car de The beatles, fue una de las dos referencias a su antigua banda en el álbum, y la otra era la línea "Somebody please, please help me" en Going Down On Love, lo que demuestra la gama de emociones Lennon rebotado entre durante 1974.

## Personal
- John Lennon: voz principal, guitarra acústica
- Elton John: segunda voz
- Nicky Hopkins: piano
- Jesse Ed Davis: guitarra eléctrica
- Eddie Mottau: guitarra acústica
- Ken Ascher: clavinet
- Klaus Voormann: bajo
- Arthur Jenkins: percusión
- Jim Keltner: Batería
- Bobby Keys, Steve Madaio, Howard Johnson, Ron Aprea, Frank Vicari: horns